# Zopherus mexicanus
Zopherus mexicanus is een keversoort uit de familie somberkevers (Zopheridae). De wetenschappelijke naam van de soort werd in 1832 gepubliceerd door John Edward Gray.